# Pouť na Želiv
Pouť na Želiv (Bokomara) je studiové album Nadi Urbánkové a skupiny Bokomara které vyšlo v roce 2007.

## Seznam skladeb
1. "Jednou sved nás Bůh" (M. Jablonský/ Luboš Javůrek) -
2. "Pouť na Želiv"
3. "Babička Majka"
4. "Samota"
5. "Pygmalion"
6. "Vánoční přání"
7. "Betlémský příběh"
8. "Co dál"
9. "Ej na políčku"
10. "Našel jsem já ružu"
11. "Já tě poznám"
12. "Cowboy song"
13. "BONUS: Nelži mně šuhajku"